# Belagerung von Venlo
Carpi – Chiari – Cremona – Kaiserswerth – Lüttich – Landau (I) – Luzzara   – Santa Marta – Cádiz – Venlo – Friedlingen – Vigo – Schmidmühlen – Bonn – Krottensee – Ekeren – Höchstädt – Landau (II) – Speyerbach – Schellenberg – Gibraltar – Höchstädt – Vélez-Málaga – Landau (III) – Marbella – Cassano – Barcelona – Sendlinger Mordweihnacht – Aidenbach – Calcinato – Ramillies – Turin – Castiglione – Santa Cruz de Tenerife – Almansa – Kap Béveziers – Toulon – Lizard Point – Lille – Oudenaarde – Gent – Malplaquet – Mons – Almenar – Saragossa – Syrakus – Villaviciosa – Rio de Janeiro – Denain – Landau (IV) – Barcelona – Freiburg
Die Belagerung von Venlo fand vom 11. bis 23. September 1702 während des Spanischen Erbfolgekriegs statt. Die Stadt Venlo, damals Teil der Spanischen Niederlande, wurde von alliierten Truppen der Große Allianz unter dem Kommando von Godard van Reede, Earl of Athlone belagert und eingenommen.

## Hintergrund
Nach dem kinderlosen Tod des spanischen Königs Karl II. 1700 entbrannte ein Konflikt um die spanische Thronfolge. Während Frankreich den bourbonischen Thronanwärter Philipp V. von Anjou unterstützte, setzten sich England, die Niederlande und Österreich für den habsburgischen Erzherzog Karl ein.
Im Jahr 1702 begannen alliierte Truppen eine Offensive entlang des Maas-Tals, um französisch besetzte Festungen in den südlichen Niederlanden zurückzuerobern. Nach der Einnahme von Kaiserswerth richtete sich der Fokus auf Venlo.

## Verlauf
Die Belagerung begann am 11. September 1702. Die Alliierten standen unter dem Oberkommando des Earl of Athlone, unterstützt von dem niederländischen Festungsbaumeister Menno van Coehoorn. Die Stadt wurde von etwa 2500 französisch-spanischen Soldaten verteidigt, darunter Einheiten der Regimenter Orléans, Condé, Vexin und Santerre sowie Kavallerie des Regiments Royal-Étranger.
Die Belagerer setzten schwere Artillerie ein, um die Festungswerke zu schwächen. Am 18. September fiel das vorgelagerte Fort Saint-Michel an die Alliierten, was die Verteidigung entscheidend schwächte. Die Garnison kapitulierte am 23. September.

## Nachwirkungen
Die Einnahme Venlos war ein strategischer Erfolg für die Allianz und ebnete den Weg für weitere Eroberungen in den südlichen Niederlanden, darunter Roermond und Lüttich. 
Nach dem Frieden von Utrecht 1713 wurde Venlo offiziell Teil der Republik der Sieben Vereinigten Niederlande.